# Larte de labbacho
Larte de labbacho (L'Arte dell'abbaco), noto anche come l'Aritmetica di Treviso, è un manuale pratico di aritmetica ad uso dei mercanti, scritto in volgare veneto da autore ignoto, pubblicato a Treviso verso la fine del 1478.
Il testo, che si inserisce in un filone tipico del Medioevo, quello dei trattati d'abaco, si differenzia da quelli che l'avevano preceduto, per essere stato pubblicato a stampa. L'incunabolo è considerato il più antico manuale di argomento matematico edito a stampa in Occidente e uno dei primi testi scientifici mai stampati in Europa, che precede perfino la prima edizione tipografica degli Elementi di Euclide, data a Venezia quattro anni dopo,  l 1482.
È un manuale pratico pensato per l'autoapprendimento e per l'uso quotidiano nel commercio, la cui redazione in lingua volgare doveva garantirne una più ampia diffusione. Seppur non scritto per un ampio pubblico, fu concepito per applicare l'aritmetica alle transazioni commerciali quotidiane. Costituisce, perciò, un momento importante nel processo di diffusione tra la classe media della altrimenti elitaria conoscenza matematica.

## Edizione
L'incunabolo è un volume composto di 123 pagine non numerate, su 62 fogli. 
Le pagine, di dimensioni 14.5 cm per 20.6 cm circa, contengono fino a 32 righe di testo contornato da ampi margini lasciati n barbe.
La data accettata dagli studiosi è il 10 dicembre 1478, che si legge riportata sull'ultima carta di cui si compone l'incunabolo. Vi sono invece dubbi riguardo all'editore: è stato ipotizzato trattarsi del tipografo fiammingo Gerardo da Lisa (o de Lisa, italianizzazione di Geraert de Lys, o van der Leye, latinizzato in Gerardus Lisa), attivo a Treviso, mentre altre congetture puntano su Michele Manzolo, detto Manzolino, imprenditore cartario di origine parmense, anch'egli attivo come stampatore nella città veneta.

## Contenuti
Il volume si presenta come un manuale dall'impostazione didattica molto marcata, in coerenza con gli intenti dichiarati dall'anonimo autore, che lo indirizza “a ciascheduno che vuole usare larte de la merchandantia chiamata volgarmente larte de labbacho”.
Contiene nozioni e metodi tratti dal Liber Abaci (1202), come la moltiplicazione araba. George G. Joseph, nella propria opera Crest of the Peacock, ha ipotizzato che John Napier abbia letto questo libro e vi abbia tratto ispirazione nell'ideare lo strumento di calcolo oggi noto come bastoncini di Nepero.
Costituisce uno dei primi casi di utilizzo, in Occidente, del sistema di numerazione arabo nei calcoli algoritmici.
L'attenzione del testo è concentrata soprattutto sul problem solving commerciale, obiettivo rispetto al quale la discussione sulle operazioni aritmetiche non rappresenta altro che un'introduzione preparatoria alla risoluzione di problemi concreti dell'aritmetica finanziaria. L'enfasi relativa su questo aspetto è evidenziata dal fatto che, dopo l'introduzione ai numeri e alle operazioni aritmetiche, tutte le rimanenti pagine, vale a dire la maggior parte del libro, sono dedicate a problemi pratici e alla ricerca della loro soluzione.

## Edizioni del manuale
Sembra che vi sia stata una sola edizione del manuale.
David Eugene Smith, per fini didattici, tradusse in inglese una parte dell'opera nel 1907. Gli appunti di Smith sono serviti a Frank J. Swetz che ne ha curato, invece, la traduzione completa, inserita nel suo Capitalism & Arithmetic: The New Math of the 15th Century, edito nel 1987 (Capitalismo e aritmetica: la nuova matematica del XV secolo). 
Swetz si servì di una copia dell'Arte dell'abbaco conservata nella Manuscript Library della Columbia University.
Curioso è il modo in cui tale volume raggiunse gli Stati Uniti. Il primo proprietario noto è il bibliofilo italiano Maffeo Pinelli (1785). Alla morte di costui, fu acquistato da un libraio londinese e poi messo all'asta il 6 febbraio 1790, aggiudicato per tre scellini al bibliofilo e collezionista Michael Wodhull. Circa cento anni dopo, il libro si ritrova nel catalogo della biblioteca personale di Brayton Ives, giurista di New York. Fu quindi acquistato all'asta dall'editore newyorchese George Arthur Plimpton, proprietario di una vasta collezione di antichi testi scientifici, donata nel 1936 alla Columbia University. Le copie dell'Aritmetica di Treviso sono considerate di estrema rarità.